# Pfarrhaus (Egg an der Günz)

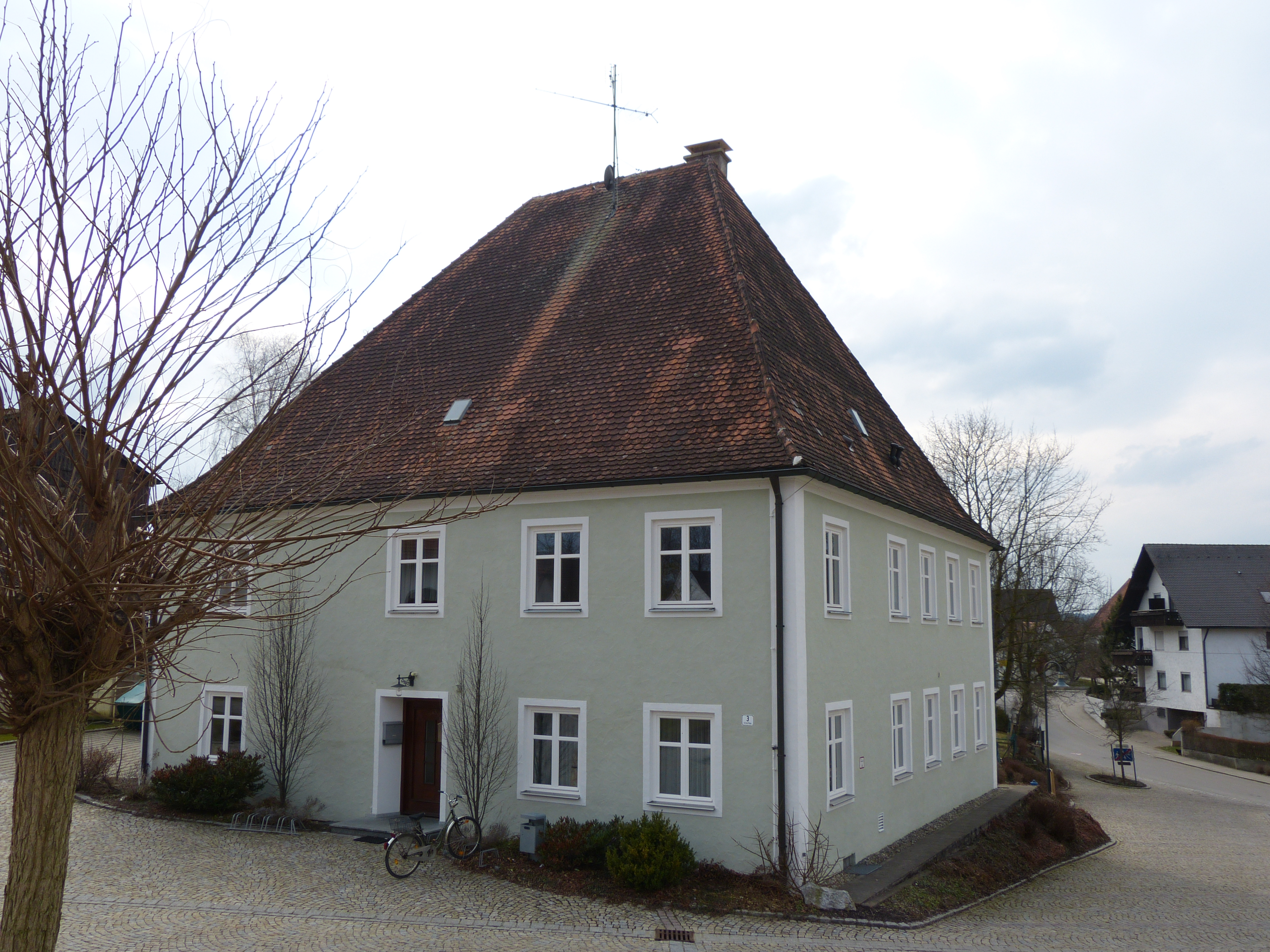
Ehemaliges Pfarrhaus in Egg an der Günz

Das Pfarrhaus in Egg an der Günz, einer Gemeinde im Landkreis Unterallgäu im bayerischen Regierungsbezirk Schwaben, wurde 1790 errichtet. Das ehemalige Pfarrhaus am Dr.-Eck-Platz 3, westlich der Pfarrkirche St. Bartholomäus ist ein geschütztes Baudenkmal.  
Der zweigeschossige Walmdachbau besitzt ein von Pilastern gerahmtes Portal im Westen. Das Gebäude hat fünf zu vier Fensterachsen.